# Мужская сборная Гибралтара по хоккею на траве
Мужская сборная Гибралтара по хоккею на траве — мужская сборная по хоккею на траве, представляющая Гибралтар на международной арене. Управляющим органом сборной выступает Ассоциация хоккея на траве Гибралтара (англ. Gibraltar Hockey Association).
Сборная занимает (по состоянию на 6 июля 2015) 49-е место в рейтинге Международной федерации хоккея на траве (FIH).

## Результаты выступлений

### Мировая лига
- 2012/13 — 34-35-е место (выбыли в 1-м раунде)

### Чемпионат Европы
- 1978 — 12-е место

### Чемпионат Европы (III дивизион)
(EuroHockey Nations Challenge III, до 2011 назывался EuroHockey Nations Challenge I)
- 2005 — [2]
- 2011 — [3]
- 2013 — 5-е место[4]

### Чемпионат Европы (IV дивизион)
(EuroHockey Nations Challenge IV, до 2011 назывался EuroHockey Nations Challenge II)
- 2009 — [5]

### Hockey Series Open 2018
Россия — Гибралтар 5:0

### Этап квалификации к Олимпийским играм 2020 года
Беларусь — Гибралтар 4:3